# Alluvione delle Marche e della Romagna del 2011
L'alluvione delle Marche e della Romagna del 2011 fu una serie di calamità naturali che coinvolsero le zone tra la provincia di Ascoli Piceno e la provincia di Ravenna dal 1º al 6 marzo 2011.

## Cronologia
Attorno alle 11:00 di martedì 1º marzo 2011, nella provincia di Fermo iniziarono straordinarie precipitazioni che causarono ingenti danni nell'entroterra. Numerosi centri abitati rimasero isolati dalla corrente elettrica e le comunicazioni divennero difficoltose.
Il giorno successivo la perturbazione interessò quasi tutta la regione Marche toccando Ascoli Piceno e parte della Romagna (Ravenna) e in serata a Casette d'Ete, frazione di Sant'Elpidio a Mare, lo straripamento dell'Ete Morto causò due vittime: un'auto venne travolta, un uomo con la figlia morirono mentre la moglie si salvò e venne raccolta in stato di shock.
Il 3 marzo furono evacuate circa 143 persone, la maggioranza a Casette d'Ete, il centro più colpito dall'alluvione. A Venarotta (Ascoli Piceno) una donna morì in un fosso allagato. Strariparono fiumi e torrenti: Ete Vivo, Tronto, Aso, Menocchia, Misa, Esino, Nevola e Musone. A Cervia due persone trovarono la morte in auto mentre transitavano in un sottopassaggio allagato.
Bora, bufera e intense nevicate nell'area umbro-marchiggiana resero ancora più difficile le comunicazioni. Ad esempio fu invasa dal fango la strada statale 16 Adriatica. A Forlì le scuole rimasero chiuse e venne chiuso per precauzione l'aeroporto di Ancona-Falconara.
L'emergenza alluvione nelle Marche e in Romagna venne dichiarata conclusa il 6 marzo alle 19:40 con un comunicato del dipartimento della Protezione Civile.

## Danni
Subito dopo la dichiarazione della conclusa emergenza iniziò lo stanziamento dei soldi per i danni da parte della regione Marche. Già nel 2012 i soldi pronti erano 25 milioni di euro, tagliando la tassa sulla benzina. Nel 2014 il Governo Renzi stanziò 1,3 milioni che diventeranno 1,4 milioni nel 2017.